# Bleriken (Tärna socken, Lappland, 725744-145282)
Bleriken är en sjö i Storumans kommun och Vilhelmina kommun i Lappland och ingår i Vapstälvens huvudavrinningsområde. Sjön har en area på 0,687 kvadratkilometer och ligger 549,2 meter över havet. Bleriken ligger i Virisens vattensystem Natura 2000-område. Sjön avvattnas av vattendraget Vapstälven (Granån).

## Delavrinningsområde
Bleriken ingår i det delavrinningsområde (725628-145342) som SMHI kallar för Utloppet av Bleriken. Medelhöjden är 719 meter över havet och ytan är 11,09 kvadratkilometer. Räknas de 52 avrinningsområdena uppströms in blir den ackumulerade arean 378,02 kvadratkilometer. Avrinningsområdets utflöde Vapstälven (Granån) mynnar i havet. Avrinningsområdet består mestadels av skog (59 procent) och kalfjäll (35 procent). Avrinningsområdet har 0,69 kvadratkilometer vattenytor vilket ger det en sjöprocent på 6,2 procent.